# Erítia
Erítia (do grego transliterado Nêsos Erytheia - "Ilha Vermelha") é uma ilha mítica, chamada por Hesíodo (Teogonia) de Eritea rodeada de correntes.

## Personagens com mesmo nome
1. Erítia foi ainda uma das hespérides, belas ninfas que cuidavam do maravilhoso jardim do Ocidente. Segundo alguns autores, seria filha da Noite consigo mesma, ou de de Atlas com Hespéris, e também de Héspero, de Oceano, de Zeus com Têmis ou de Fórcis e Ceto. Com Ares foi mãe de Euritião, pastor de Gerião, que deu origem ao rio Tartessos.
2. Uma amante de Hermes, com quem foi mãe de Norax, que liderou os iberos até a Sardenha. Era filha de Gerião, o monstro de três corpos cujo gado foi roubado por Hércules no seu décimo trabalho.